# Světelný rok

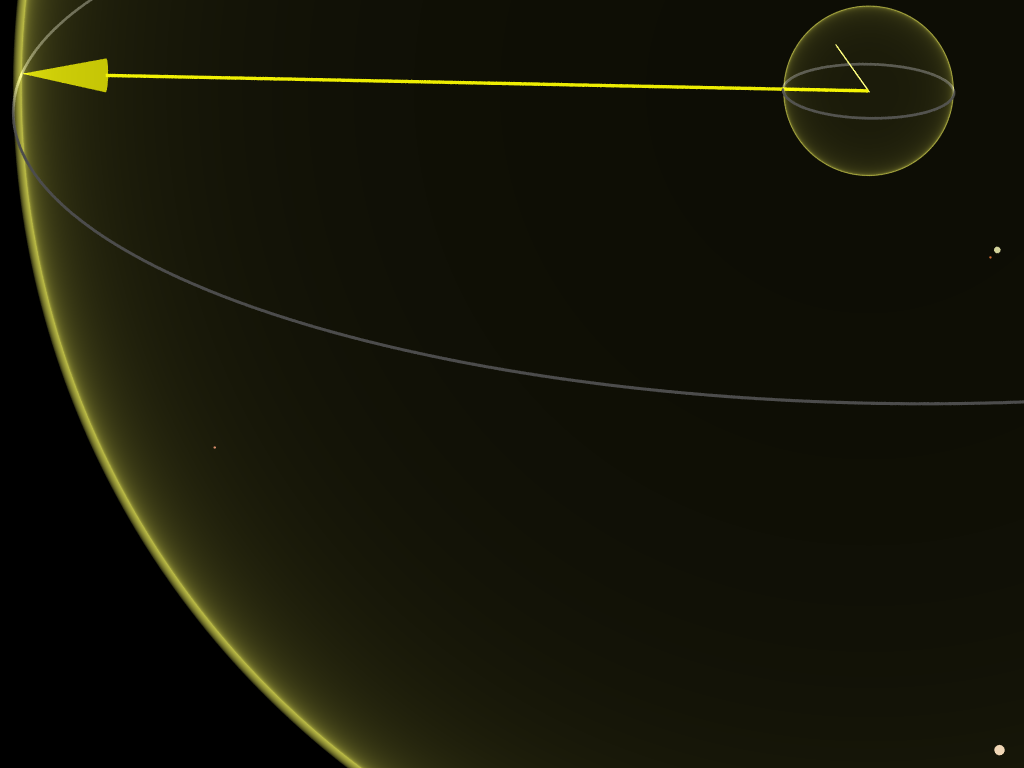
Model vzdálenosti jednoho světelného roku (koule), deseti světelných let (šipka) a hvězdy Sirius (vpravo dole)

Světelný rok (značka jednotky ly či l.y., z angl. light-year) je jednotka vzdálenosti používaná v astronomii. Jeden světelný rok je vzdálenost, kterou světlo ve vakuu urazí za jeden juliánský rok (a). Ze známé rychlosti světla c lze spočítat, že
1 ly = a × c = 9 460 730 472 580 800 m ≈ 9,46 × 1015 m ≈ 9 biliard m  (tj. 9 bilionů km)
Světelný rok tedy není jednotkou času. Používá se především v populární literatuře, například pro popis vzdálenosti hvězd. Světelný rok (a odvozené jednotky) nepatří mezi jednotky SI.

## Odvozené jednotky
V astronomii, ale i relativistické fyzice a telekomunikačních oborech se někdy používají menší jednotky obdobné světelnému roku, zejména světelná sekunda (značka ls či l.s.). Tyto jednotky udávají vzdálenost, kterou světlo urazí za danou menší časovou jednotku, u světelné sekundy konkrétně za 1 sekundu, apod.
Protože elektromagnetický signál se šíří rychlostí světla, používají se v telekomunikacích někdy s výhodou i jednotky délky udávající vzdálenost uraženou za dekadické díly sekundy, tedy světelná milisekunda (≈299,8 km), mikrosekunda (≈299,8 m) a nanosekunda (≈29,98 cm).
Naopak pro 1000 světelných roků se někdy používá zkratka kly.

## Další astronomické jednotky délky
V odborné literatuře se dává přednost o něco větší jednotce parsek (pc), vzdálenost, z níž má 1 astronomická jednotka úhlový rozměr jedné vteřiny:
1 pc ≈ 3,262 ly ≈ 30 bilionů km
Na rozdíl od světelného roku je u parseku běžné používání dekadických předpon SI pro jeho násobky: kiloparsek (kpc), megaparsek (Mpc), gigaparsek (Gpc).
Pro kratší vzdálenosti se používá astronomická jednotka (AU), vzdálenost Země od Slunce:
1 AU = 149 597 870 700 m ≈ 150 milionů km
63 241 AU ≈ 1 ly
Světelný rok, světelná minuta ani světelná sekunda, stejně jako parsek nepatří mezi jednotky, které soustava SI připouští používat vedle soustavných jednotek (metr a jeho násobky a díly). Naopak používání astronomické jednotky je akceptováno.